# MAN SL 172 HO
MAN SL 172 HOは、西ドイツ（現：ドイツ）の自動車メーカーであるMANが展開したトロリーバス車両。同国の都市・ゾーリンゲンのトロリーバス（ゾーリンゲン・トロリーバス）向けに開発された車両で、廃車後は国外への譲渡も行われた。

## 概要
1980年代、ゾーリンゲン・トロリーバスではそれまで使用されていた旧型車両を置き換えるため、MANが開発したバスを基にしたトロリーバス車両の導入を実施した。1984年から1985年にかけては連節式車両のSG 200 HOの導入が行われたが、当時のゾーリンゲンではトロリーバス用のターンテーブル（ウンターブルク・ターンテーブル）が営業運転に使われており、それに適した車両の導入も求められていた。そこで、MANに発注が実施されたのが全長12 m級のSL 172 HOである。
車体構造は西ドイツのバスの標準規格であった「VÖV標準バス」のうち2世代目にあたる「スタンダードバスII（Standardbus II）」を基にしていたが、運転室側の低床部分はなく、全車体とも床面高さが高くなっていた。また、置き換え対象となっていた従来のトロリーバスで実績があった事から、後部の駆動軸は2つ設けられた（3軸バス）。製造はMANの子会社であったオーストリアのグラーフ&シュティフトが担当し、電気機器はキーペ製のものが用いられた他、補助駆動装置としてフォルクスワーゲン製の水平対向エンジンも搭載された。

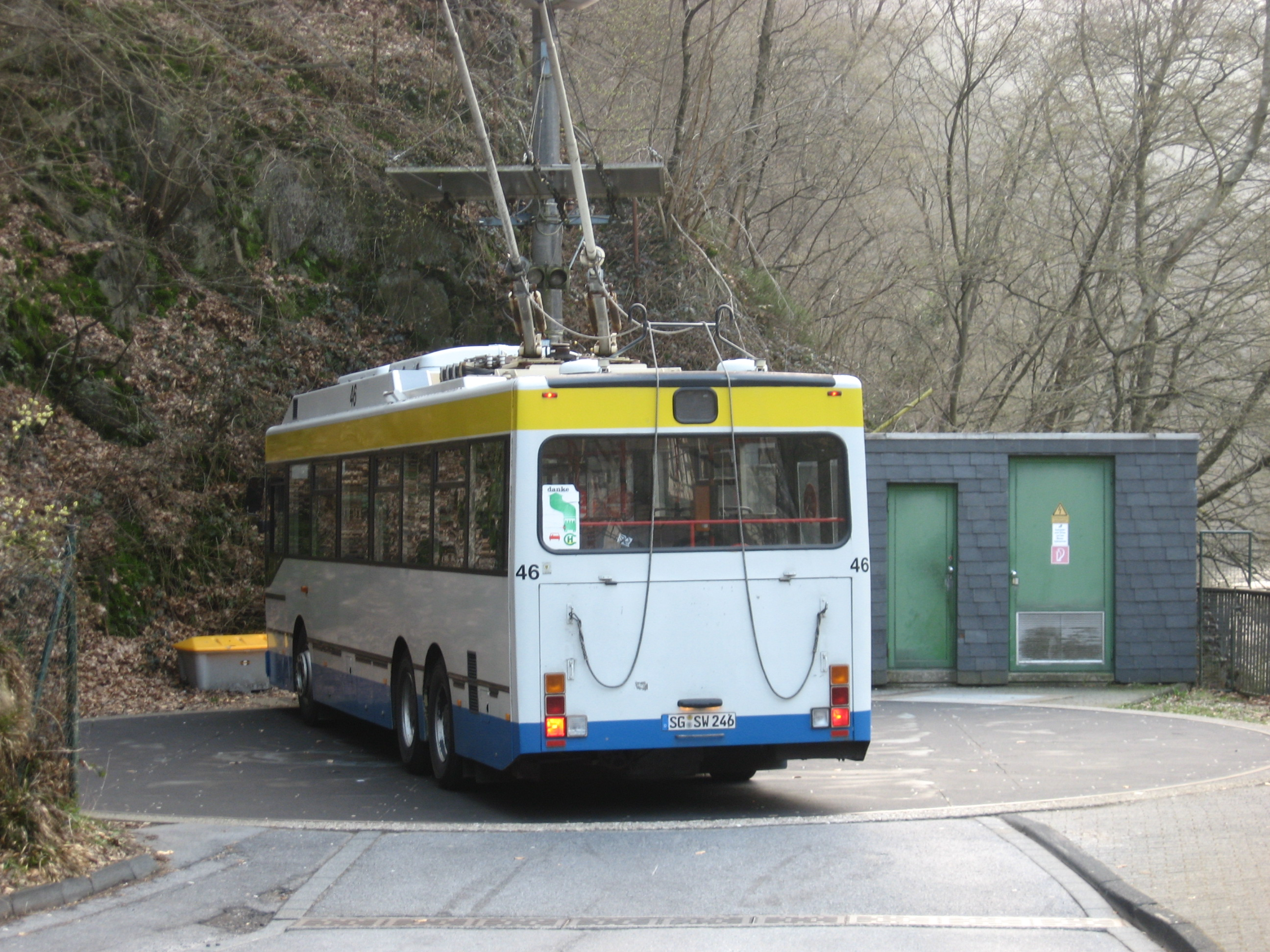
後方

## 運用
1986年から1987年にかけて合計46両が生産されたSL 172 HOは、導入以降ゾーリンゲン・トロリーバスの各系統で使用され、特にターンテーブルを用いていた683号線は晩年まで主力車両として使われていた。一方、1997年には過剰な車両の削減に伴い7両が廃車され、後述のように他都市への譲渡が実施された他、2000年代以降は連節式ノンステップ車両の導入に伴い廃車が進み、2009年時点で残存していたのは14両のみとなっていた。そして、これらの車両についても新型の連節式ノンステップ車両の導入およびターンテーブルの定期使用の廃止により、同年をもって営業運転を終了した。

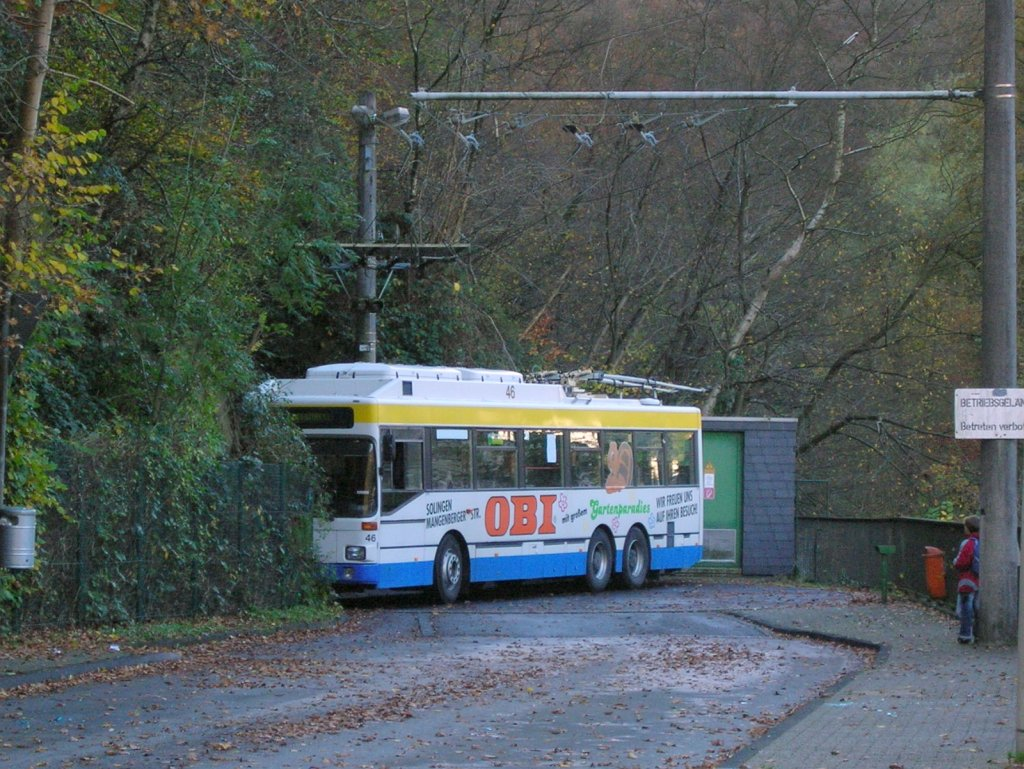
ターンテーブルで回転するSL 172 HO（2011年撮影）

これらの車両のうち、1997年の廃車分を含めた多くの車両がボスニア・ヘルツェゴビナのサラエヴォ（サラエヴォ・トロリーバス）へ譲渡された他、廃車後に6年間保管されていた13両については2015年にウクライナへの譲渡が決定し、翌2016年以降マリウポリ（マリウポリ・トロリーバス）で使用されている。また、引退後も2両がドイツ国内に現存しており、「32」はミュンヘンのドイツ博物館交通センター分館で静態保存されている一方、「42」はゾーリンゲントロリーバス博物館協会（Obus-Museum Solingen e.V.）による動態保存が実施されている。そのうち後者は1986年以降長期に渡って三相誘導電動機を始めとした各種機器の試験車両として使用されていた経緯を持ち、営業運転引退後は元の直流電動機が搭載されている。

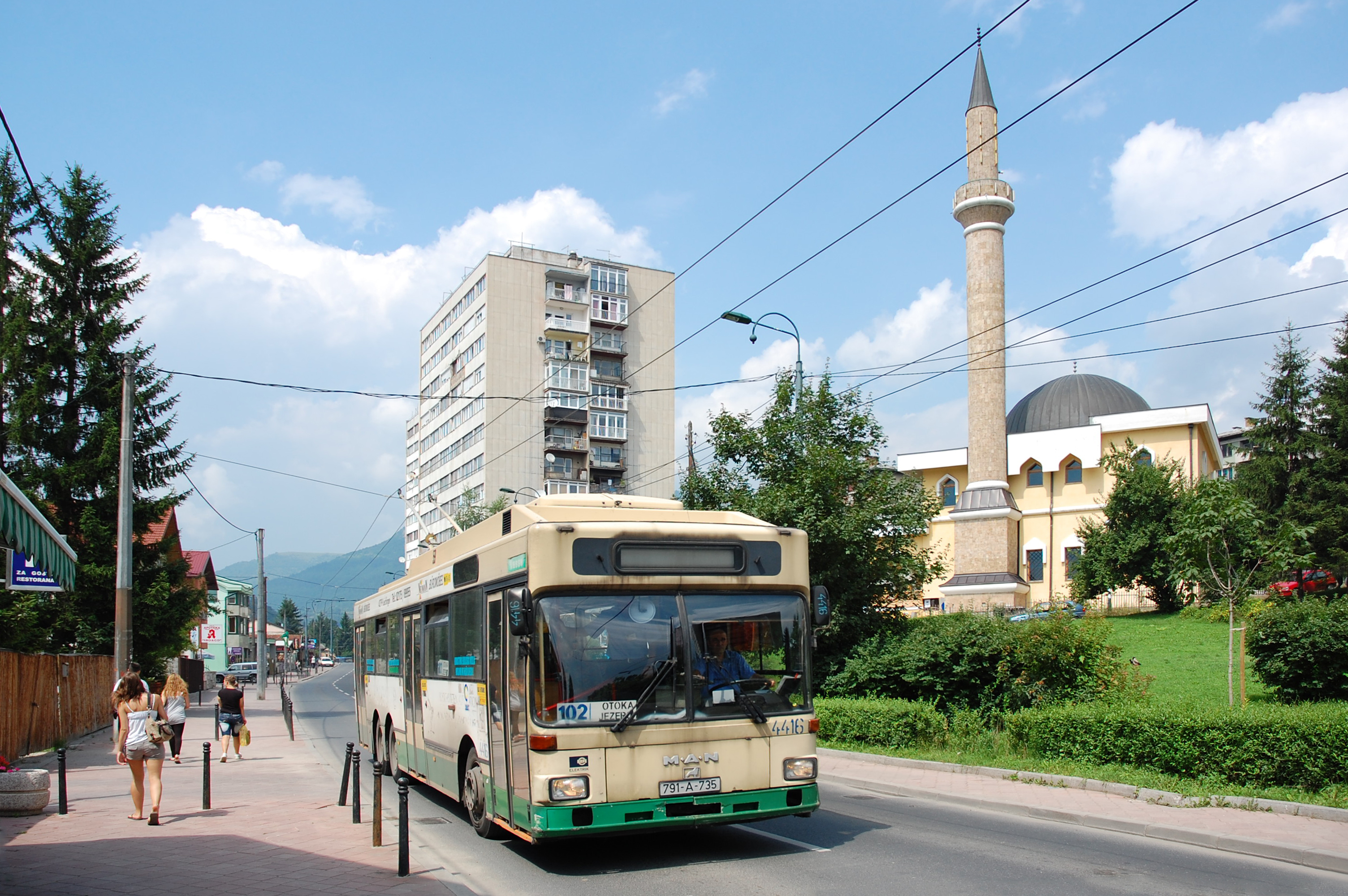
サラエヴォに譲渡された車両（2010年撮影）
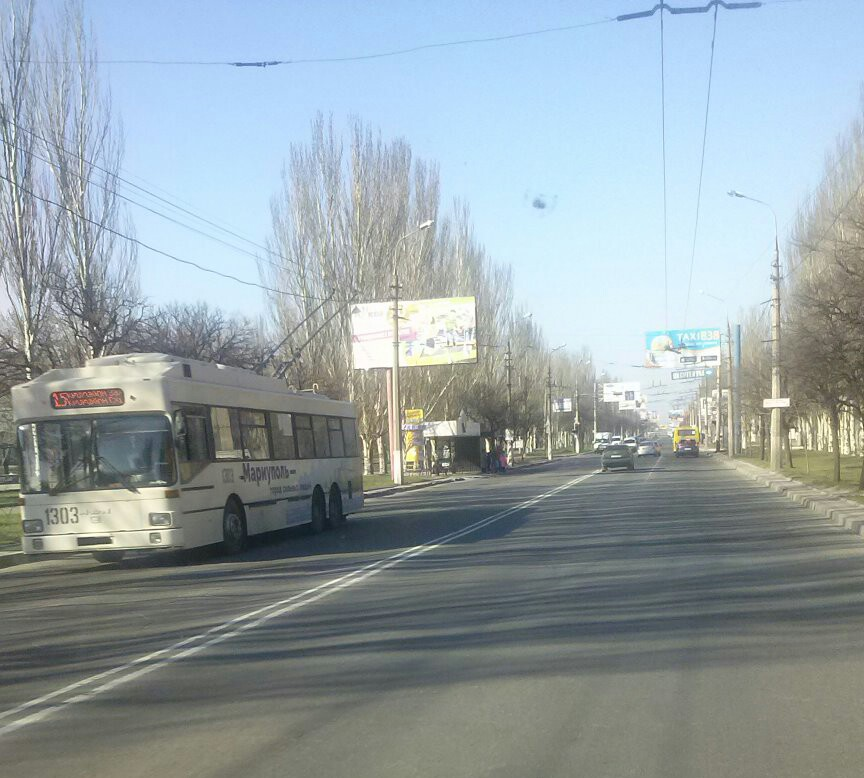
マリウポリに譲渡された車両（2017年撮影）
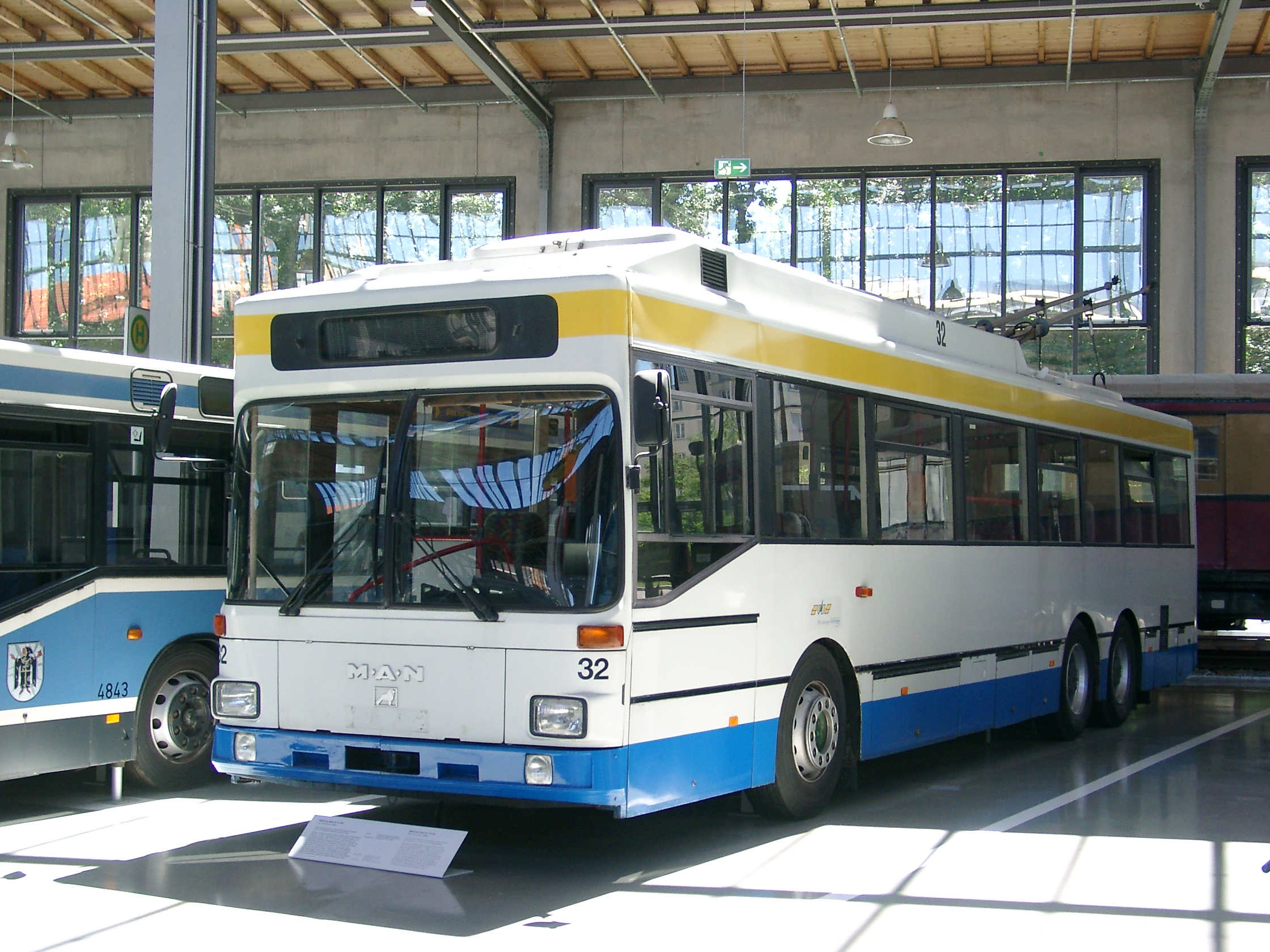
ミュンヘンで静態保存されている32（2011年撮影）